# Cruoriella
Genre
Cruoriella est un genre d'algues rouges de la famille des Peyssonneliaceae.

## Liste d'espèces
Selon AlgaeBase (12 mai 2018) et World Register of Marine Species (12 mai 2018) :
- Cruoriella boergesenii (A.A.Weber-van Bosse) G.B.De Toni
- Cruoriella de-zwaanii (Weber-van Bosse) Denizot, 1968
- Cruoriella elegans Nozawa, 1968
- Cruoriella fissurata E.Y.Dawson, 1953
- Cruoriella hauckii (Batters) Schiffner
- Cruoriella mexicana (E.Y.Dawson) Denizot, 1968

Selon BioLib (12 mai 2018) et ITIS (12 mai 2018) :
- Cruoriella armorica P. L. & H. M. Crouan
- Cruoriella fissurata
- Cruoriella hancocki
- Cruoriella magdalenae